# 1895 en Bretagne
 Chronologie de la Bretagne
- 1891
- 1892
- 1893
- 1894
- 1895
- 1896
- 1897
- 1898
- 1899

Cette page recense des événements qui se sont produits durant l'année 1895 en Bretagne.

## Société

### Naissance

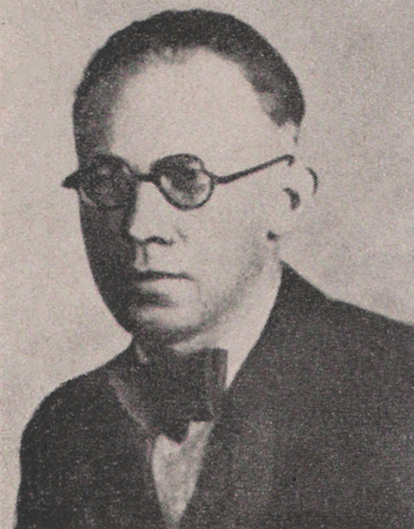
Aristide Corre

- 19 décembre à Brest : Aristide Corre, mort fusillé le 31 mars 1942 à Paris, est un militant nationaliste français, cofondateur avec Eugène Deloncle de la Cagoule.